# Frenavatec
A Frente Nacional pela Valorização das TVs do Campo Público - FRENAVATEC é uma organização não governamental, sem fins lucrativos, constituída por representantes de TVs do Campo Público, onde se incluem TVs comunitárias, sociais, educativas e instituições interessadas no fomento, valorização e desenvolvimento da comunicação comunitária e social no Brasil, além de pessoas interessadas em contribuir com esta temática.

## Atuação político-social

### Frentecom
Membro fundador da Frente Parlamentar pela Liberdade de Expressão e o Direito à Comunicação, com participação popular, com atuação ativa na política nacional para a comunicação social.

### Canais Comunitários (TVs)
Os canais comunitários, conhecido também como televisão comunitária, foram criados pela Lei Federal nº 8.977/95 – Lei de TV a Cabo, que deu origem aos chamados Canais Básicos de Utilização Gratuita como forma de contrapartida social dos operadores de cabo. A legislação criou os canais comunitários para serem utilizados por organizações não-governamentais, contudo sem prever a viabilidade econômica desse novo veículo de comunicação. A sociedade civil organizada, principal artífice no processo de democratização dos meios de comunicação, passou a ocupar esses canais previstos em lei e transformar em realidade as letras da legislação.

### Mapa dos Canais Comunitários no Brasil no sistema tv a cabo, TVA e DTH.
Desde 27 de maio de 2010, a FRENAVATEC vem mantido um mapeamento constante sobre os canais comunitários no Brasil.

## Debates nacionais pela democratização da comunicação

### Campanha #incluiComunicaçãoPública
Participante e apoiador da Campanha Nacional #incluiComunicaçãoPública, desenvolvida pelo Observatório Latino-Americano das Indústrias de Conteúdos Digitais (OLAICD).
A Campanha lançada no dia 7 de setembro de 2015, durante o INTERCOM, na cidade do Rio de Janeiro, defende a inclusão da disciplina de Comunicação Pública nas grades curriculares de todas faculdades de Comunicação em todo o Brasil. .Criar, a médio prazo, uma nova cultura de participação em comunicação pública.  A Campanha foi desenvolvida e coordenada pelos pesquisadores Cosette Castro (UCB/DF), Alberto Perdigão (UNIFOR/CE), Álvaro Benevenuto Jr. (UCS/RS) e Maria Alice Campos (Frenavatec), todos membros do OLAICD.

### Defesa e fortalecimento dos meios de comunicação do campo público
Participação em ações, propostas, encontros, reuniões com representantes da sociedade civil e governo, atividades na Câmara dos Deputados e Senado Federal, visando políticas públicas de fortalecimento e desenvolvimento do campo público, bem como, do equilíbrio público-estatal-privado, definido pela constituição brasileira. Entre as ações a realização do Fórum Brasil de Comunicação Pública (2014), em Brasília, que resultou no documento da proposta de plataforma de fortalecimento da comunicação pública no Brasil.

### Fomento para a produção comunitária e independente
Propõe o desenvolvimento de ações e políticas de Estado no que remete inclusive a criação de um Fundo de Mídia Independente e ao uso dos recursos do CONDECINE, este em vigor pela promulgação da Lei Nº 12.485.

### Lei do Marco Civil da Internet
Apoio e participação nas ações e propostas que culminaram na promulgação da Lei Federal Nº 12.965/2014, conhecida como Marco Civil da Internet.

### Lei do Serviço de Acesso Condicionado - TV por assinatura
Apoio e participação nas ações e propostas que culminaram na promulgação da Lei Federal Nº 12.485, de 12 de setembro de 2011, que legisla sobre o Serviço de Acesso Condicionado (SeAC), no regime de televisão por assinatura, no sistema de telecomunicações.
Acompanhamento da execução da Lei e atuação junto ao governo federal e aos órgãos públicos fiscalizadores/reguladores.

### Liberdade de Expressão
Apoio as propostas para a comunicação social brasileira, conforme a Campanha para Expressar a Liberdade.
Ressalva apenas para a parte que remete a regulação da Comunicação Social, não concordando com a ANCINE ser a reguladora do setor, mas que deva existir uma entidade de regulação para comunicação social nos moldes da entidade portuguesa ERC.

### Plano de mídia do governo federal
A mobilização da entidade em favor do direito de receber mídias institucionais do Governo Federal, resultou na expedição da Nota Técnica 07/2009, da Secom/PR, e da Nota da Subchefia de Assuntos Jurídicos da Casa Civil - Nota SAJ nº 311/2014, documentos pelos quais o governo federal reconhece não haver qualquer impedimento legal em incluir as emissoras de TV comunitárias nos planos de mídia do Executivo Federal, tendo em vista os princípios da publicidade, da complementaridade do sistema de radiodifusão público e privado, norteado pelo princípio da eficiência aos quais estão sujeitos os gestores da comunicação publicitária governamental.

### Regulação da Comunicação Social
Defesa de uma regulação da comunicação social para garanta dos direitos constitucionais, sem implementação da censura.

### Regulação do Art 52 da Lei 12.485
Na Instrução Normativa de regulamentação desta Lei, em seu Artigo 52 que estabelece: "Nos canais de distribuição obrigatória é vedada a veiculação remunerada de anúncios e outras práticas que configurem comercialização de seus intervalos, assim como a transmissão de publicidade comercial, ressalvados os casos de patrocínio de programas, Eventos e projetos veiculados sob a forma de apoio cultural e veiculação Remunerada de publicidade institucional”.

## Publicação
2017 - Anões da Terra dos Gigantes: a comunicação comunitária televisiva no Brasil. O livro de autoria de Maria Alice Campos e Mário Jéfferson Leite Melo, traz uma perspetiva a partir de experiências pessoais, de pesquisas e de estudos. Introduz o debate sobre o tema da comunicação comunitária televisiva brasileira no âmbito legal, conceptual e também subjetivo, buscando reflexões sobre uma comunicação democrática e livre. Uuma breve narrativa histórica, questões de legalidades e conceitos, sustentabilidade, a participação cidadã, o papel dos canais comunitários no exercício do direito à liberdade de expressão e sua importância na saúde de uma democracia são alguns dos temas abordados. Está disponível em livro e eBook.

## Frenavatec nas Redes Sociais
Facebook

## Membros diretores

### Diretoria atual
Mário Jéfferson Leite Melo (Presidente)
Maria Alice dos Santos Tristão Campos (Vice-presidente)
Oscar José Plentz Neto (Secretário)
Luiz Carlos Pinto (Diretor Financeiro)
Natan Chaves Júnior (Diretor de Comunicação e eventos)
Edison Munhoz Filho (Diretor de Comunicação Social e Patrimônio)
Arlindo Schunck Filho (Diretor de Projetos Culturais)
Janaína Ávila Brasil (Diretora de Projetos Especiais)

### Conselho Fiscal
Ademir Luiz Marques
Roberto Lima Silva
Antônio Silva Dias